# Сумру Яврочук
Сумру Явруджук (на турски: Sumru Yavrucuk) е турска актриса. Става известна в България с ролята си на Мерием в сериала „Пепел от рози“ и с ролята си на Фериде в сериала-комедия „Брак с чужденец“.
Първоначално започва да учи пеене и театър в Истанбулската консерватория, след това със специален статут се прехвърля да учи в Анкарската държавна консерватория.